# Tifton, Georgia
Tifton är en stad (city) i Tift County, i delstaten Georgia, USA. Enligt United States Census Bureau har staden en folkmängd på 16 869 invånare (2011) och en landarea på 32,3 km². Tifton är huvudort i Tift County.